# My Name Is Tanino
 My Name is Tanino és una pel·lícula italo-canadenca dirigida per Paolo Virzì, estrenada el 2002. La pel·lícula va ser rodada a Castellammare del Golfo, Nova York, Toronto, San Vito Lo Capo. El llargmetratge va ser rodat a Sicília, a Nova York i a Toronto (Ontario). És el primer paper en el cinema de Rachel McAdams.

## Argument[1]
Gaetano Mendolia, anomenat Taní, és un jove de 20 anys nascut a Castelluzzo del Golfo (nom de marca, però no fa referència clara a Castellammare del Golfo), una ciutat costanera de Sicília. També és estudiant de cinematografia a Roma, i amb l'ambició de convertir-se en escriptor.
Durant un dels molts estius coneix Sally, una noia americana amb qui té una història curta. Al final de l'estiu, Sally ha tornat a Seaport, una ciutat de fantasia de Rhode Island, però s'oblida de la seva càmera i Taní, amb l'excusa de tornar-li, i també per evitar el servei militar, marxa uns dies després als  EUA, de nit i sense avisar a ningú.
Des d'aquest moment viurà una sèrie interminable d'aventures: a l'aeroport se sent aclaparat per la celebració bulliciosa de familiars italo-americans. Portarà el caos a la família "perfecta  WASP de Sally, a continuació, sortirà al carrer amb l'obesa i vulgar filla de l'alcalde de Seaport (italo-americà) que ha conegut en una festa. Finalment, després d'escapar de l'FBI i un viatge amb tren (al sostre), arribarà al centre dels EUA per excel·lència: Nova York. Aquí podrà conèixer el seu ídol com a director, Seymour Chinaski (emulació pel nom i estil de Charles Bukowski), ara reduït a la pobresa, que mor poc després d'haver-li promès fer una pel·lícula amb ell.

## Repartiment
El repartiment de la pel·lícula va ser el següent:
- Corrado Fortuna: Tanino
- Rachel McAdams: Sally Garfield
- Frank Crudele: Angelo Maria Li Causi
- Mary Long: Santa Li Causi
- Beau Starr: Omobono
- Jessica De Marco: Angelina
- Lori Hallier: Leslie Garfield
- Barry Flatman: Mr. Garfield
- Licinia Lentini: Marinella
- Marina Orsini: Giuliana
- Ornella Giusto: 	Marinella as a girl
- Danielle Bouffard: Jane Garfield
- Frank S. Alonzi: Fat Rosario Li Causi
- Araxi Arslanian: Huge woman
- Genio Carbone: Rosario